# الک بورکز
الک بورکز (انگلیسی: Alec Burks؛ زادهٔ ۲۰ ژوئیهٔ ۱۹۹۱) بازیکن بسکتبال اهل ایالات متحده آمریکا است.
از باشگاه‌هایی که در آن بازی کرده‌است می‌توان به ساکرامنتو کینگز، گلدن استیت واریرز، یوتا جاز، فیلادلفیا سونتی‌سیکسرز، و کلیولند کاوالیرز اشاره کرد.